# Aeolacris
Genre
Aeolacris est un genre d'insectes orthoptères de la famille des Romaleidae.

## Distribution
Les espèces de ce genre se rencontrent en Amérique du Sud.
Elles se rencontrent dans la forêt tropicale.

## Liste des espèces
Selon Orthoptera Species File (20 juillet 2018) :
- Aeolacris bella Rehn, 1909
- Aeolacris caternaultii (Feisthamel, 1837)
- Aeolacris octomaculata (Scudder, 1869)

## Systématique et taxinomie
Ce genre a été décrit par l'entomologiste américain Samuel Hubbard Scudder en 1869. Aeolacris octomaculata  (Scudder, 1869) en est l'espèce type.

## Publication originale
- Scudder, 1875 : Notes on Orthoptera from northern Peru, collected by professor James Orton. Proceedings of the Boston Society of Natural History, vol. 17, p. 257-282.